# 周柳军
周柳军（1969年3月—2022年1月25日），汉族，浙江衢州人，中华人民共和国政治人物。中共浙江省委党校研究生学历。1987年5月，加入中国共产党；曾任中华人民共和国国家国际发展合作署副署长。
2022年1月25日，在北京工作期间因公殉职。

## 生平
周柳军早年长期在浙江工作，曾任共青团衢州市委书记，中共常山县委副书记、县长，浙江省粮食局副局长，共青团浙江省委副书记、书记，兼浙江省青年联合会主席等职。
2010年12月，调任商务部工作，任服务贸易司司长。2015年3月，商务部对外宣布，前后两任对外投资和经济合作司司长吴喜林、王沈阳因违反中央八项规定而被立案调查；同年4月，周柳军转任对外投资和经济合作司司长。2018年4月，周柳军出任新成立的国家国际发展合作署副署长、党组成员；分管综合司、地区二司（非洲、拉美、加勒比、南太国家及区域组织对外援助事务）。
2022年1月25日，在北京工作期间因公殉职，享年53岁。